# モンスタートラックマッドネス
『モンスタートラックマッドネス』（Monster Truck Madness）は1996年12月13日に発売された。当時としては珍しいDirectX対応ソフトとして全体のゲーム開発はTerminal Reality社。マイクロソフトが発売したWindows用3Dレースゲーム。略称は『MTM』。
続編の『モンスタートラックマッドネス2』が発売されている

## 概要
タイトルにあるとおり巨大な車輪に換装・改造した四輪駆動車モンスタートラック（ビッグフットなど現実に存在するブランド・車種も多数収録）のオフロードレースをテーマにしている。

## コースについて
通常のレースゲームではコースをショートカットできないように極力コース外には出られなくなっているが、このゲームではまったく思想が違い、特にラリーコースではコース上に点在しているチェックポイントを順に通過すれば良いようになっており障害物も少ないため、大胆なショートカットも可能となっている。
コース自体も実際のレースの物に比べると非常にデフォルメされており、落ちると大転倒する（ただしボンネット自体はへこむものの走行には問題がない）陸橋や車高よりも深い川、コースを横切る列車、果てにはお化け屋敷（丁寧にもチェックポイント通過時の音が専用の「悲鳴」）まで非現実的なコースも多い。コース自体も直線と45度の接続に限定して細かなカーブは省略するなど割り切りを見せている。
その他
コース外に行き過ぎた場合や転倒して復帰不可能の場合は、ボタンを押して救助を待ち復帰することが出来る。ただしこれも通常はヘリコプターだがステージによっては翼竜がモンスタートラックを吊り下げてコースまで戻してくれるなどいろいろなところにジョークが埋め込まれている。
一方ではサーキット上に跳ね飛ばすことのできる物体が存在するなど現在で言う物理エンジンの考え方も導入されている。

## 音声
ヘルプファイルやアナウンスの声（普通のレースではありえないあおり文句も多数収録）まで日本語化されており、ヘルプファイルにはトラックとドライバーのプロフィールはもちろん、モンスタートラック運転ライセンスの取得手順やモンスタートラック競技の観戦者の統計といったトリビアまで収録されている。

## オンライン
GamingZone 経由でのオンラインマルチプレイヤー対戦に対応。

## 主なゲームモード
Drug - 約400メートルの専用コースを障害物を踏破して走行するモード
Circuit - オフロードのコースの規定回数周回するモード
Rally Circuitよりも大きなマップのコース(3種類)。
なお、発売後にコースエディタが公開されており、ユーザーサイドで作成されたオリジナルマップを追加することが出来る。

## 開発
アメリカのビデオゲームスタジオTerminal Reality, Inc.は、ドラッグトラックや囲まれたサーキットレースなどのモンスタートラックイベントを正確にシミュレートし、陸上、ジャンプ時、衝突時にタイタリーオフロード車両を複製するために「モンスタートラックの狂気」を設計しました。トラックの効果音は、このようなレースから記録され、デジタル化されました。ゲームの12のモンスタートラックは、ビッグフットとスネークバイトの所有者であるビッグフット4×4、Inc.のような企業からのライセンスの下で使用されました。開発者はアナウンサーのアーミー・アームストロングを雇ってスポーツ解説を行い、その結果、"Bigfootは空中でそれをやっています!"と"あなたの道を行くとき、それはあなたの道を行く。

## フロント
「モンスタートラックの狂気」は商業的な成功を収め、世界的に大規模なフォローを蓄積しました。ゲームは10月中にPCデータのPCゲーム販売チャートで10位にピークを迎え、その後11月には18位に落ち込みました。9月にNPDグループのトップエンターテイメントタイトルチャートで73位にデビューし、10月には13位に達しました。